# Manuae (Cookeilanden)
Manuae is een onbewoond atoleiland dat onderdeel uitmaakt van de archipel van de Cookeilanden. Manuae wordt gerekend tot de groep van de Zuidelijke Cookeilanden en ligt 100 kilometer ten zuidoosten van het eiland Aitutaki.
Het atoleiland Manuae bevindt zich op de top van een 4.000 meter hoge vulkaan die onder zeeniveau ligt. Manuae bestaat in feite uit twee eilanden, Manuae en Te Au O Tu, die onderling van elkaar gescheiden worden door een lagune. Beide eilanden hebben een vorm die doet denken aan een hoefijzer, en hebben elk een oppervlakte van 6 vierkante kilometer. De afmetingen van de lagune zijn 7 x 4 kilometer. De lagune is ondiep en bevat grote zandbanken die door het water verschuiven. Het hoogste punt van het eiland ligt 5 meter boven zeeniveau.
Het eiland is een natuurpark en een belangrijke broedplaats voor zeevogels en zeeschildpadden in de centrale Grote Oceaan. De kustwateren rondom Manuae wemelen van de vis.
Kapitein James Cook nam Manuae op 23 september 1773 waar. Daarmee werd Manuae het eerste van de Cook Eilanden waarop Cook voet zette.
De Noorse auteur Erlend Loe schreef op humoristische wijze over een expeditie naar Manuae in zijn roman "L" uit 1999.